# Ґіркалніс (село)
Ґіркалніс (Girkalnis) — село у Литві, Расейняйський район, Ґіркалніське староство. 2001 року в селі проживало 25 людей, 2011-го — 36. Розташоване за 1 км від містечка Ґіркалніс, неподалік автодороги Е85, північніше від якої знаходиться Кєчяй.

## Принагідно
- Girkalnis (kaimas) [Архівовано 17 листопада 2016 у Wayback Machine.]

| Литва | Це незавершена стаття з географії Литви. Ви можете допомогти проєкту, виправивши або дописавши її. |